# Sevogelbrunnen

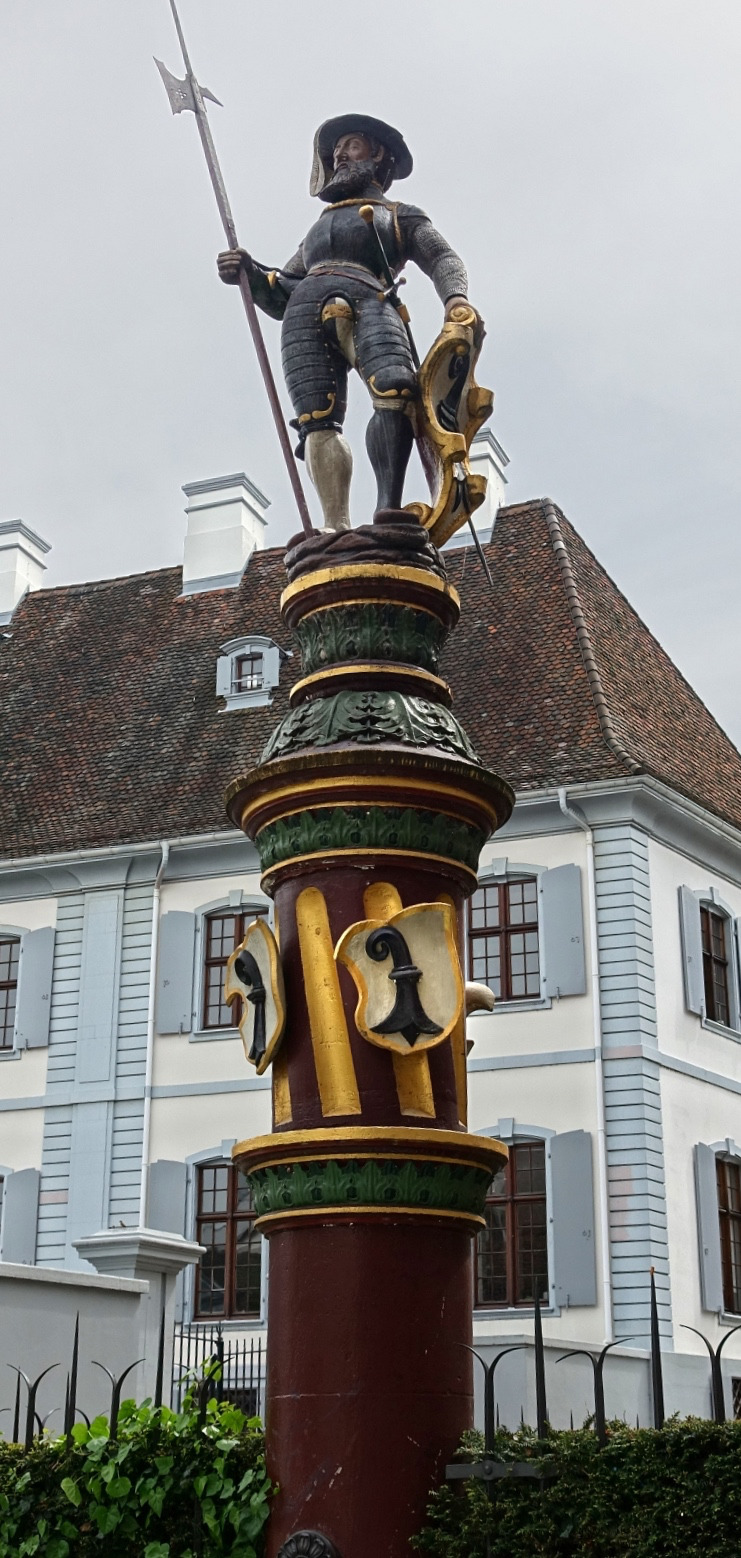
Sevogelbrunnen Basel

Der Sevogelbrunnen steht auf dem Martinskirchplatz in Basel direkt vor dem Staatsarchiv Basel-Stadt.

## Beschreibung
Der Brunnen besteht aus einem sechseckigen Brunnentrog und einer Säule mit einer Figur. Die Säule ist bordeauxrot, drapiert mit grünen Blättern und goldfarbenen Ringen. Die Mitte der Säule verzieren längliche goldige Einlassungen, die leicht nach links geneigt sind. Auf ihnen sind, verteilt um die Säule, drei Baslerstäbe angebracht. Zuoberst befindet sich ein Abbild von Henman Sevogel in Rüstung. In seiner rechten Hand hält er eine Hellebarde, mit der linken Hand stützt er sich auf einem grossen Wappen ab, das den Baslerstab zeigt. Auf der linken Seite seiner Hüfte trägt er ein Schwert, auf der rechten Seite einen Dolch. Seinen Kopf schmückt ein Barett.

## Geschichte
1530 schuf Hans Dobel die Figur des Henman Sevogel. Ursprünglich stand sie auf einem Brunnen auf dem Marktplatz. Der Stadtrat gab die Figur in Auftrag, da die vorherige Kriegerfigur zwei Wochen vorher durch Hochwasser der Birsig zerstört worden war. Die vorherige Figur zeigte einen bärtigen Krieger. Sie hatte ein Schwert, einen Dolch, einen Schild und ein Banner. Die Figur war ein Werk des Bildhauers Martin Hoffmann. Das Volk erzählte sich, dass es Henman Sevogel sei. Bei der neuen Figur wollte man wieder Henman Sevogel abbilden, entschied sich aber, den Krieger mit einer Hellebarde anstelle eines Banners auszustatten. 1888 wurde der Marktplatz umgebaut, deshalb kam die Statue ins Magazin des Historischen Museums Basel. Dort blieb sie elf Jahre lang.
Um 1349 wurde ein Brunnen auf dem Martinskirchplatz errichtet. Als 1854 der Platz umgebaut wurde, wurde der Brunnen an seinen jetzigen Standort versetzt. Er hatte anfangs nur einen einfachen Brunnenstock. 
1899 wurde das Rathaus umgebaut. Die Verantwortlichen wollten nun eine Figur im Renaissancestil auf den Brunnen setzen. Man entschied sich dann für das Abbild von Henman Sevogel.
Die Figur wurde viermal neu farbig gefasst.